# Sicilia

Det romerska imperiet omkring 120 e.Kr.

Sicilia (latin; "Sicilien") var en romersk provins inom det romerska riket. Det var Romerska republikens första provins och organiserades 241 f.Kr. i efterdyningarna av det första puniska kriget mot Karthago.